# Luigi Veronesi
Pour les articles homonymes, voir Veronesi.
Luigi Veronesi, né le 28 mai 1908  à Milan, et mort le 25 février 1998, est un photographe, peintre, scénographe et réalisateur italien.

## Biographie
Il a commencé son activité artistique dans les années 1920 par la formation en tant que designer textile et par la pratique de la photographie.

## Expositions rétrospectives
- 20 juin - 20 juillet 1975 : Luigi Veronesi, Parme[2].
- 1991 : Fontana, Veronesi, Dorazio al Teatro alla Scala : bozzetti e figurini, 1967-1981, La Scala, Milan[3].
- 14 octobre - 27 novembre 1993 : Bauhaus e razionalismo nelle fotografie di Lux Feininger, Franco Grignani, Xanti Schawinsky (de), Luigi Veronesi, Galleria Fonte d'Abisso, Milan[4].
- 11 juillet 2003 - 6 janvier 2004 : Bruno Munari - Luigi Veronesi : tra fantasia e metodo, Centro arte contemporanea, Cavalese[5].
- Palais Royal de Milan (Palazzo Reale di Milano)
- Institut Matildenhöhe, Darmstadt
- Sprengel Museum, Hanovre
- Stiftung für konstruktive und konkrete Kunst, Zurich